# Lan vũ nữ

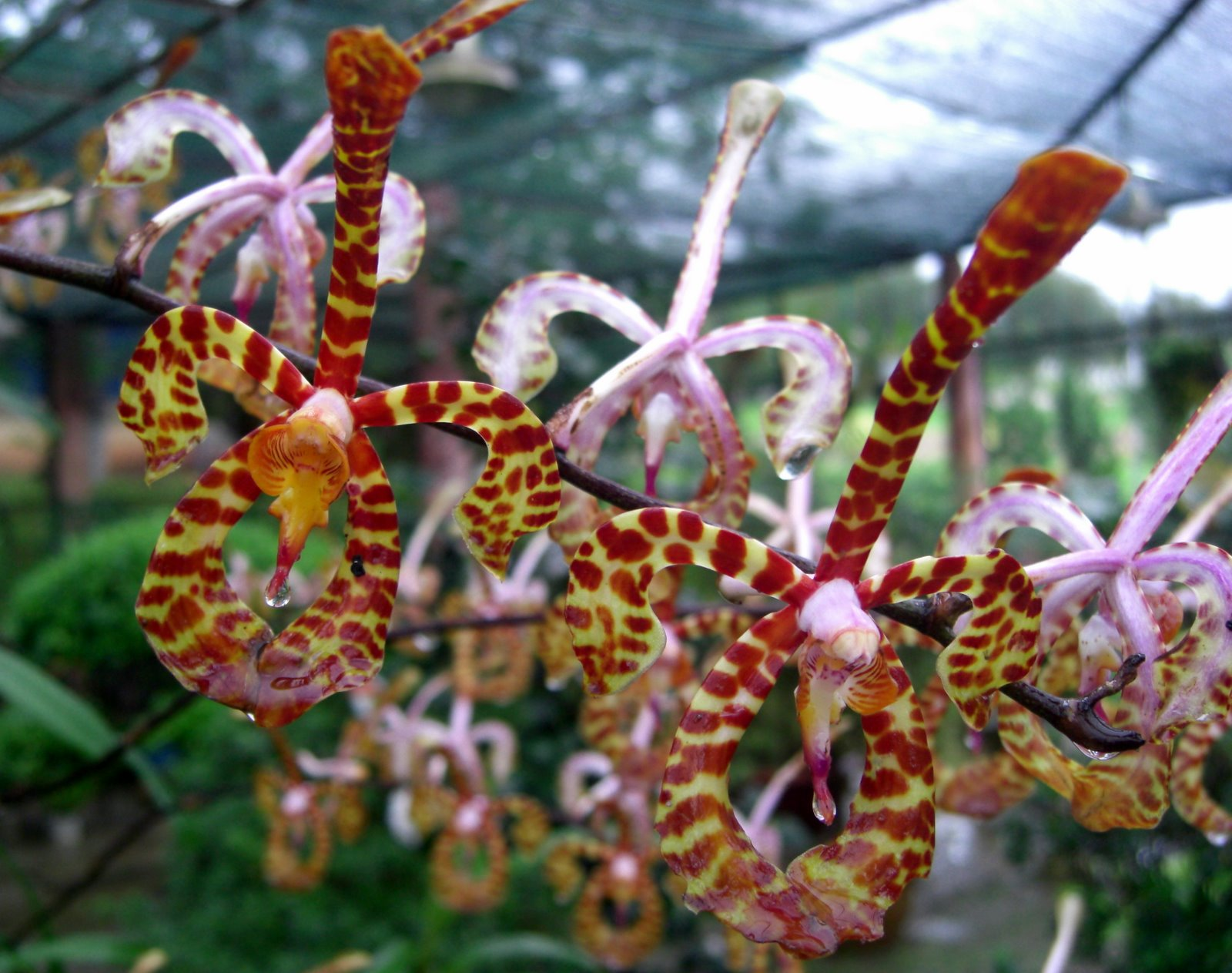
Hoa lan vũ nữ

Lan bò cạp tía, lan nhện trung ( Trước đây cũng được gọi là Vũ nữ nhưng giờ đó lại là loại Oncidium),(danh pháp: Arachnis annamensis) là một loài thực vật có hoa trong họ Lan. Loài này được (Rolfe) J.J.Sm. mô tả khoa học đầu tiên năm 1912. Thân dài, Chùm hoa dài 50–60 cm, số lượng khoảng từ 15-20 chiếc. Hoa to 4–5 cm, nở hoa vào mùa xuân, hoa không có mùi thơm, lá cứng dài từ 30 cm đến 40 cm. 